# Janeene Vickers
Janeene Hope Vickers-McKinney ameriška atletinja, * 3. oktober 1968, Torrance, Kalifornija, ZDA.
Nastopila je na poletnih olimpijskih igrah leta 1992 in osvojila bronasto medaljo v teku na 400 m z ovirami. Na svetovnih prvenstvih je v isti disciplini prav tako osvojila bronasto medaljo leta 1991.